# Adriano Facchini
Adriano Facchini (Xaxim, 12 marzo 1983) è un ex calciatore brasiliano, di ruolo portiere.

## Carriera
Dopo aver militato nelle serie inferiori del calcio brasiliano e nei campionati statali, nel 2009 è stato acquistato dai portoghesi dell'União Madeira, militante in Segunda Divisão.
Nel 2011 viene acquistato dal Gil Vicente, militante in Primeira Liga. Fa il suo esordio nel massimo campionato portoghese il 12 agosto disputando l'incontro pareggiato 2-2 contro il Benfica.

## Palmarès

### Club

#### Competizioni nazionali
- Coppa del Portogallo: 1

Desportivo Aves: 2017-2018
- Segunda Liga: 1

União Madeira: 2010-2011